# فلاستيميل كوبيسكي
فلاستيميل كوبيسكي (14 أكتوبر 1912 – 30 يوليو 1967) لاعب كرة قدم تشيكوسلوفاكي راحل كان يجيد اللعب في خط الهجوم .
لعب طوال مسيرته الرياضية في أندية رابيد فينورادي (1927-1932) وسلافيا براغ (1932-1951).
مثل منتخب تشيكوسلوفاكيا 26 مباراة مسجلا 8 أهداف (1932-1948). شارك مع منتخب تشيكوسلوفاكيا في بطولتي كأس العالم 1934 في إيطاليا حيث احتل المركز الثاني و1938 في فرنسا.
قام بتدريب نادي سلافيا براغ (1959).

## وصلات خارجية
- فلاستيميل كوبيسكي على موقع الاتحاد الدولي (مؤرشف)  (الإنجليزية)
- فلاستيميل كوبيسكي على موقع قاعدة بيانات كرة القدم.إي يو (الإنجليزية)
- فلاستيميل كوبيسكي على موقع ناشيونال فوتبول تيمز (الإنجليزية)

- سيرة ذاتية